# Bizzarrini Europa
La Bizzarrini Europa chiamata anche Bizzarini 1900 GT Europa è un'autovettura realizzata dalla casa automobilistica italiana Bizzarrini dal 1966 al 1969.

## Descrizione
Progettata in accordo e in simbiosi con il gruppo GM-Opel, era basata sulla piattaforma denominata "Opel 1900", la stessa della Opel GT. La Europa esteticamente ricalvava quanto già proposto nell'aspetto sulla 5300 GT. La vettura meccanicamente era una classica coupé due porte con motore anteriore longitudinale e tradizioni posteriore. Gli esemplari prodotti era dotati di differenti motorizzazione a quattro cilindri provenienti da vari costruttori, come General Motors, Alfa Romeo e Fiat.
Originariamente alimentato da un propulsore da 1481 cc di origine Fiat in linea a quattro cilindri, la versione definitiva aveva un motore di 1897 cc di origine Opel. Il motore da 1,9 litri era montato dietro l'asse anteriore e produceva una potenza di circa 110 CV (82 kW) che consentiva all'Europa di raggiungere una velocità massima dichiarata di circa 206 km/h. L'Europa aveva una carrozzeria in fibra di vetro firmata dal designer Pietro Vanni, con sospensioni anteriori e posteriori indipendenti, differenziale autobloccante a slittamento limitato e freni a disco sulle quattro ruote. 
L'Europa doveva essere un'alternativa più piccola e più economica alla 5300 GT. Tuttavia, a causa del fallimento di Bizzarrini nel 1969, la produzione dell'Europa terminò dopo che furono costruite solo pochi esemplari.